# Barthélémy Batantu
Barthélémy Batantu (* 14. Juli 1925 in Mayala; † 26. April 2004) war Erzbischof von Brazzaville.

## Leben
Barthélémy Batantu empfing am 28. Juni 1959 die Priesterweihe. Johannes Paul II. ernannte ihn am 15. November 1978 zum Erzbischof von Brazzaville. 
Der Sekretär der Kongregation für die Evangelisierung der Völker, Duraisamy Simon Lourdusamy, weihte ihn am 11. Februar des nächsten Jahres zum Bischof; Mitkonsekratoren waren Michel-Jules-Joseph-Marie Bernard CSSp, Erzbischof ad personam von Nouakchott, und Jean Pierre Marie Orchampt, Bischof von Angers. 
Am 23. Januar 2001 nahm der Papst sein altersbedingtes Rücktrittsgesuch an.